# بوستان بزرگ تبریز
بوستان بزرگ تبریز، بوستانی در حال احداث در شهر تبریز و در شمال غرب این شهر است. این بوستان با مساحت ۶۰۰ هکتار، به عنوان یکی از بزرگترین بوستان های ایران مطرح است. در حال حاضر بخشی از این بوستان، به بهره‌برداری رسیده و بخش‌های دیگر آن نیز در حال تملک و احداث است. بوستان بزرگ در صورت تکمیل و بهره‌برداری، ریه تنفسی شهر تبریز بوده و همچنین یکی از مناطق جذب گردشگران داخلی و خارجی در آینده خواهد بود. این بوستان که دو رودخانه مهران رود و تلخه رود از وسط آن عبور می‌کنند، در محل پیشین زمین‌های کشاورزی احداث خواهد شد.
به دلیل مرغوب بودن خاک و قابلیت تبدیل سریع به فضای سبز مناسب و کاشت انواع درختان، توسعه و تکمیل این بوستان، از سال‌های گذشته یکی از اهداف شهرداری تبریز بوده است؛ ولی به دلیل وسعت زیاد این منطقه و زیر کشت بودن قسمت‌هایی از این بوستان (سیفی کاری)، مشکل تملک، تأمین اعتبار و سایر هزینه‌ها باعث شده است تا روند تکمیل این پارک به کندی پیش برود.

## پیشینه
طرح احداث این پارک، در سال ۱۳۵۰ تصویب شده و در هنگام تصویب قرار بود این پارک در مساحت ۸۸۰ هکتار احداث شده و به «پارک بزرگ خاورمیانه» تبدیل شود. پس از انقلاب نیز در سال ۱۳۷۰، طرح احداث این پارک مطرح و مقرر شد، سازمان پارک‌ها و فضای سبز شهرداری تبریز، احداث آن را بر عهده بگیرد. در اوایل سال ۱۳۸۰ فازهای یک و دو در روبروی فرودگاه تبریز و در سمت کارخانه شیر پگاه احداث شد.

## طرح‌های در حال احداث
حدود ۵۰ درصد از کل مساحت طرح را اراضی سیفی‌کاری تشکیل می‌دهد که به‌صورت برنامه‌ریزی شده در داخل پارک حفظ خواهد شد. بقیه مساحت پارک نیز به کاربری‌های تفریحی، ورزشی، رفاهی، فضای سبز، گلکاری و … اختصاص خواهد یافت.
- احداث هتل ۵ ستاره با مشارکت و سرمایه‌گذاری کشور ترکیه.[۴]
- سایت بحران مجهز به باند فرود بالگرد با امکانات اولیه جهت اسکان موقت در شرایط بحرانی.[۴]
- بند آبی با کابرد تفریحی و توریستی با مساحت ۴۶ هکتار.[۴]
- احداث پایانه گل و گیاهان زینتی با مشارکت سازمان جهاد کشاورزی و طرح مشارکتی با تعاونی مهندسان شیلات در خصوص پرورش و فروش ماهیان زینتی و احداث آکواریوم در داخل مجموعه پارک.[۴]
- طرح سرمایه‌گذاری هزار میلیارد تومانی در مساحت ۱۴۵ هکتار.[۲] ۶۰۰ میلیارد تومان از این مبلغ توسط بخش خصوصی و ۴۰۰ میلیارد تومان آن توسط شهرداری تأمین خواهد شد. همچنین شهرداری حدود ۸۰ میلیارد تومان از املاک خود را در اختیار پروژه قرار خواهد داد. این پروژه مشارکتی که در اسفند ۱۳۹۴ به تصویب شورای اسلامی شهر تبریز رسید، شامل احداث مجموعه توریستی تفریحی شامل هتل ۴ و ۵ ستاره، پارک آبی، مرکز خرید به وسعت ۲۲۰ هزار مترمربع خواهد بود که در زمین ۷ هکتاری واقع در پارک بزرگ اجرایی می‌گردد. در کنار این پروژه احداث ۱۵۲ هکتار از پارک بزرگ تبریز با استانداردهای اروپایی و تکمیل دریاچه مصنوعی و ورزش‌های آبی در این دریاچه به همراه پل کابلی عابرگذر دریاچه، از جمله تعهدات طرف سرمایه‌گذار است.[۷][۸]
- شهرداری کلانشهر تبریز با امضا تفاهم نامه ای با قرارگاه خاتم الانبیا که به ارزش ۱۵۰۰ میلیارد تومان می باشد،ساخت پارک بزرگ تبریز را سرعت بیشتری بخشیده است، که تا خرداد سال ۱۴۰۰ مرحله اول آن به بهره برداری می رسد.[۹]

## انتقادات
احداث بوستان بزرگ تبریز با وجود مزایای محیط‌زیستی، به دلیل همجواری با فرودگاه با چالش‌های جدی مواجه شده است:

#### ۱. آلودگی صوتی
- گزارش رسمی سازمان حفاظت محیط زیست در سال ۱۴۰۲ نشان داد سطح صدا در محدوده جنوبی بوستان به ۷۸ دسی‌بل می‌رسد که بسیار بالاتر از حد استاندارد است.[۱۰]
- ساکنان محله‌های اطراف به کرات از اختلال خواب ناشی از پروازهای شبانه شکایت کرده‌اند.[۱۱]

#### ۲. آسیب‌های زیست‌محیطی
- مطالعه دانشگاه تبریز در سال ۱۴۰۱ نشان داد جمعیت پرندگان مهاجر در منطقه ۵۰٪ کاهش یافته است.[۱۲]

#### ۳. نارضایتی شهروندان
- نظرسنجی مرکز آمار ایران در سال ۱۴۰۲ نشان داد ۴۲٪ از بازدیدکنندگان از آلودگی صوتی شکایت دارند.[۱۳]

#### واکنش مسئولان
- شهردار تبریز در مصاحبه با ایلنا گفت: «دیوارهای صوتی تا پایان ۱۴۰۳ نصب خواهند شد.»[۱۴]